# Terre d'Ange
Het Koninkrijk Terre D’Ange is het fictieve thuisland van de courtisane Phèdre, de heldin uit Kushiëls sage van Jacqueline Carey. Dit fantasy-koninkrijk lijkt sterk op Frankrijk ten tijde van de late middeleeuwen. 
Het Koninkrijk Terre D’Ange is een land ten noorden van Aragonia (Spanje), ten westen van Skaldia (Duitsland) en ten zuiden van de Vlaklanden (Benelux). Het volk van Terre D’Ange, de Angelieken, is het schone, zuivere volk dat de gezegende Elua heeft begroet en hem sindsdien dient. 
De hoofdstad van het Koninkrijk heet de Stad van Elua (Lyon), en daar ligt de tempel van Elua. Verderop ligt de Nachtberg, waar de dertien Huizen van het Nachthof zich bevinden. Onder aan de Nachtberg ligt de Nachttempel, een domein voor lagere vormen van vermaak. Er zijn illegale bordelen, verdachte drogisterijen, kunstateliers, waarzeggers, en veel kroegen waarin dichters en burgers van dubieuze reputatie te vinden zijn. 
Het Koninklijk Paleis bevindt zich ook in de stad, met eromheen de vele paleizen en elegante herenhuizen van edelen. De oude Koning Ganelon de la Courcel heerst bij aanvang van Kushiëls sage over het rijk, met zijn kleindochter Ysandre de la Courcel als erfgenaam. Zij is de dochter van Prins Rolande, die tijdens de ‘Slag van de Drie Prinsen’ het leven heeft gelaten.